# Aeroportul Gounda
Aeroportul Gounda (IATA: GDA) este un aeroport din Bamingui-Bangoran, Republica Centrafricană ce deservește zona Gounda⁠(d). A fost numit după zona deservită.
Situat la o altitudine de 410 m, aeroportul dispune de o singură pistă.